# Berijev Be-8
Berijev Be-8 byl jednomotorový celokovový prototyp sovětského lehkého dopravního a spojovacího obojživelného létajícího člunu, který byl vyvinut krátce po ukončení druhé světové války. První prototyp vzlétl 3. prosince 1947, k sériové výrobě ale nedošlo.

## Specifikace (Be-8)

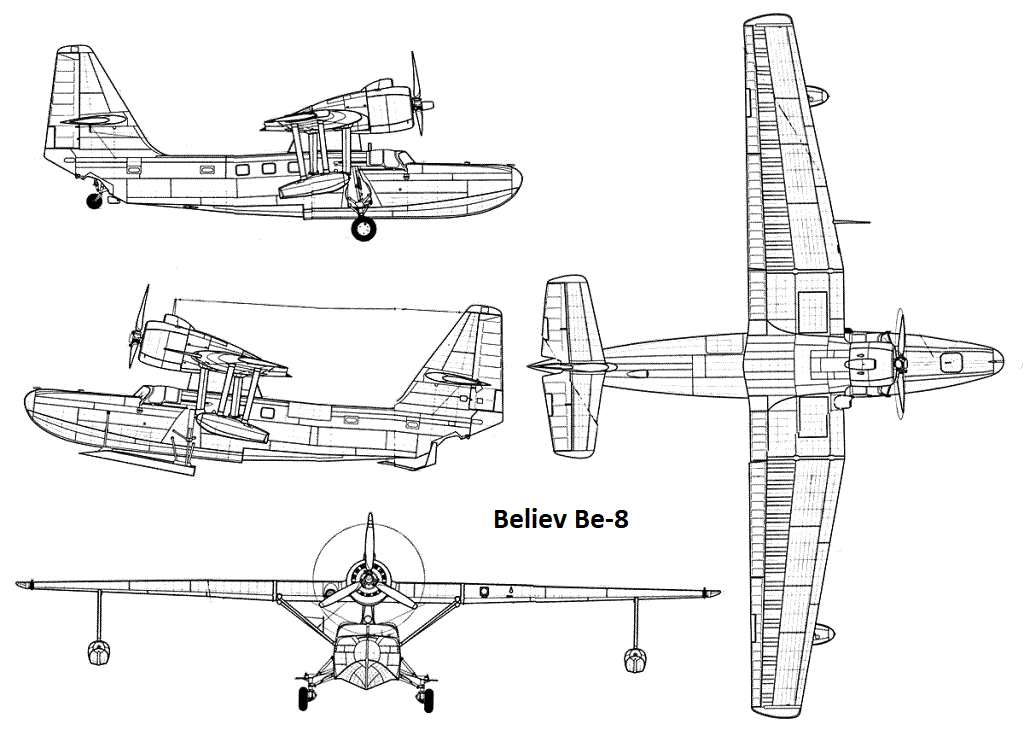
Třípohledový nákres Be-8

Data podle: Němeček

### Technické údaje
- Osádka: 2
- Kapacita: 6 cestujících
- Užitečný náklad: - kg
- Rozpětí: 19,00 m
- Délka: 13,00 m
- Výška: 4,48 m
- Nosná plocha: 40,00 m²
- Prázdná hmotnost: 2815 kg
- Vzletová hmotnost : 3624 kg
- Pohonná jednotka: 1× hvězdicový motor Švecov AŠ-21
- Výkon pohonné jednotky: 419/515 kW

### Výkony
- Cestovní rychlost: 230 km/h
- Maximální rychlost: 266 km/h
- Dolet: 810–1205 km
- Dostup: 5500 m
- Výstup na 5000 m: 31,6 min